# NGC 7402
NGC 7402 est une galaxie lenticulaire située dans la constellation des Poissons. Sa vitesse par rapport au fond diffus cosmologique est de 4 551 ± 26 km/s, ce qui correspond à une distance de Hubble de 67,1 ± 4,7 Mpc (∼219 millions d'al). NGC 7402 a été découverte par l'astronome irlandais R. J. Mitchell en 1856.
NGC 7402 présente une large raie HI. Selon la base de données Simbad, NGC 7402 est une galaxie candidate au titre de galaxie active.

## Groupe WBL 689
En se basant sur un catalogue publié en 1999, la base de données NASA/IPAC indique que NGC 7396 fait partie du groupe de galaxies WBL 689. Ce catalogue indique qu'il y a quatre galaxies dans ce groupe et, malheureusement, elles ne sont pas indentifiées. Le groupe WBL 689 est cependant formé de galaxies situées dans la même région du ciel, soit NGC 7396, NGC 7397, NGC 7398 et NGC 7402.